# Maçonaria Prince Hall
A Maçonaria Prince Hall é um ramo da Maçonaria norte-americana fundada por Prince Hall em 29 de setembro de 1784 e composta predominantemente de afro-americanos. Há dois ramos principais da Maçonaria Prince Hall: o ramo formado pelas Grandes Lojas Estaduais Prince Hall, considerado regular, sendo reconhecido pela Grande Loja Unida da Inglaterra e por outras potências maçônicas dos EUA e de outros países, e o ramo sob a jurisdição da Grande Loja Nacional dos EUA, também regular, reconhecida por outras potências americanas  e descente direta da primeira Loja negra, a African Lodge, 459, fundada por Prince Hall, e a origem das Grandes Lojas Estaduais.    

## História
Em 6 de Março de 1775, um afro-americano chamado Prince Hall, foi eleito Mestre-Maçom na Loja da Constituição Militar da Irlanda, n° 441, juntamente com outros catorze afro-americanos: Cyrus Johnston, Bueston Slinger, Prince Rees, John Canton, Peter Freeman, Benjamin Tiler, Melhor Duff Ruform, Thomas Santerson, Prince Rayden, Cato Speain, Boston Smith, Peter, Forten Horward, e Richard Titley, dos quais, aparentemente, seriam "livres no nascimento", e não foram feitos escravos. Quando deixaram a Loja da Constituição Militar da Irlanda, tiveram a autorização para constituir uma Loja Maçônica, realizar cerimônias no dia de São João e realizar os funerais maçônicos, mas não para conferir graus, nem para fazer outros "trabalhos maçônicos. Estes indivíduos, solicitaram e obtiveram um mandado da Grande Loja da Inglaterra em 1784, e formaram a Loja Africana n° 459. Após ser retirada da lista de nomes (como foram todas as Grandes Lojas americanas em 1813, após a fusão das Grandes Lojas Antigas e Modernas Inglesas), esta Loja renomeia-se como a Loja Africana n° 1 (não deve ser confundida com as várias Grandes Lojas no continente da África), e separa-se da Grande Loja Unida da Inglaterra, a mais tradicional da Maçonaria. Isto levou a uma tradição de separar, predominantemente, as jurisdições afro-americanas na América do Norte, que são conhecidos colectivamente, como a Maçonaria Prince Hall. 
No ano de 1847 existiam duas Grandes Lojas Maçônicas (Prince Hall) na Pensilvânia e uma Grande Loja em Massachusetts (Prince Hall) e por patrocínio do Grão-Mestre desta, foi realizada uma reunião dos representantes das Grandes Lojas para sanar dissensões que haviam surgido na fraternidade Maçônica Prince Hall. Como resultado deste conclave, foi estabelecida uma Grande Loja Nacional, também chamada de Pacto Nacional. Entre 1847 e 1877, a Grande Loja Nacional funcionou não só como disseminadora da Maçonaria Negra, fundando várias Grandes Lojas na América e Canadá, mas também era a inquestionável governante do corpo maçônico, entre os afro-americanos, e todas as Grandes Lojas Estaduais estavam a ela subordinadas. Após 1877, dissensões emergiram no seio da Grande Loja Nacional resultando em movimentos secessionistas em suas Grandes Lojas Estaduais afiliadas, surgindo a partir daí as Grandes Lojas Estaduais Independentes, conhecidas como Grandes Lojas Prince Hall, PHA que se reconhecem através de uma Conferência de Grão-Mestres. Sendo a primeira Grande Loja Nacional, a partir de então, conhecida como Grande Loja Nacional, PHO. 
O racismo e a segregação generalizada na América do Norte tornaram impossível para os afro-americanos a juntarem-se às muitas lojas mainstream, e muitas das Grandes Lojas regulares da América do Norte se recusaram a reconhecer como legítima a Grande Loja Prince Hall em seu território.
Por muitos anos, tanto a Maçonaria Prince Hall quanto as Grandes Lojas mainstream tiveram membros integrados, embora alguns estados do sul dos EUA tivessem esta política, mas não a prática. Atualmente, as Lojas Prince Hall são reconhecidas pela Grande Loja Unida de Inglaterra (GLUI), bem como pela grande maioria das Grandes Lojas dos estados americanos, e por muitas Grandes Lojas internacionais. Embora nenhuma Grande Loja de qualquer tipo seja universalmente reconhecida, a Maçonaria Prince Hall é reconhecida por algumas Grandes Lojas e não por outras, e parece estar a caminho de maior reconhecimento. De acordo com dados compilados em 2008, 41 das 51 principais Grandes Lojas dos Estados Unidos reconhecem as Grandes Lojas Prince Hall.
Hoje, a Maçonaria Prince Hall é presente em vários países fora do território estadunidense, como Canadá, Congo, Caribe e Libéria, bem como no território brasileiro através da Grande Loja Prince Hall São Paulo, fundada em 20 de agosto de 2022, afiliada à Grande Loja Nacional Prince Hall, EUA. 

## Membros notáveis
Existem muitos maçons notáveis que tinham vínculo com a Grande Lojas Prince Hall desde a sua origem.
Entre os primeiros Grão-Mestres, da Loja Africana Prince Hall No. 459:
- Prince Hall, Boston, Massachusetts, Grande-Mestre 1791-1807.
- Nero Prince, Boston, Massachusetts, Grande-Mestre 1808.
- George Middleton, Boston, Massachusetts, Grande-Mestre 1809-1810. Comandante, do Bucks da América, de uma unidade de soldados negros, durante a Revolução Americana. A unidade recebeu uma bandeira do governador de John Hancock pelo seu serviço de fidelidade. Middleton, foi também um dos fundadores da Sociedade Beneficente Africana.
- Peter Lew, Dracut, Massachusetts, Grande-Mestre 1811-1816, filho de Barzillai Lew.
- Sampson H. Moody, Grande-Mestre 1817-1825.
- John T. Hilton, Grande-Mestre 1826-1827.
- Walker Lewis, Lowell, Massachusetts, Grande-Mestre 1829-1830.
- Thomas Dalton, Boston, Massachusetts, Grande-Mestre 1831-1832, genro de Barzillai Lew.